# Derecho a la comunicación
El derecho a la comunicación es la protección jurídica que reclama el derecho de todas las personas al acceso en condiciones de igualdad material a la información y al conocimiento sin someterse a las leyes del mercado permitiendo la libre expresión de la ciudadanía.
El desarrollo de las tecnologías de la información y la comunicación facilitan el ejercicio de este derecho. El derecho a la comunicación reclama la existencia de espacios tecnológicos y sociales abiertos para el intercambio de información, el debate y el diálogo democráticos, que faciliten la construcción de consensos e imaginarios colectivos, materialicen la participación y fortalezcan la ciudadanía.

## Origen del concepto
En el libro The Instant World Report. Canda's Role in Shaping the Right to Communicate" (2024) de Aliaa Dakroury  se atribuye el nacimiento del concepto "derecho a comunicar" a Jean d'Arcy en agosto de 1969 en el artículo European Broadcasting Union en el que sugiere que  "El derecho del hombre a comunicarse... es el ángulo desde el cual deberá considerarse el desarrollo futuro de la comunicación para comprenderla plenamente". Aunque reconoce que el "tratamiento que d'Arcy dio al derecho a comunicarse fue ambiguo y dejó mucho que desear" señalando que no obstante, "que inspiró a otros a continuar su proyecto".

## Desarrollo del concepto
El derecho a la comunicación contempla tres ámbitos para su acción: producción, emisión y recepción los cuales encuentran formatos diversos para su manifestación; es decir, además de los medios de difusión, se encuentran expresiones artísticas y otras herramientas. 
En tanto derecho humano, por su carácter interdependiente, el derecho a la comunicación se encuentra vinculado a otros derechos tales como el derecho de acceso a la información y la Libertad de expresión. Su ejercicio y garantía son necesarios para promover la participación democrática de las personas en el ejercicio de informar y ser informadas.
El artículo 19 de la Declaración Universal de los Derechos Humanos de 1948 indica que "todo individuo tiene derecho a la libertad de opinión y de expresión; este derecho incluye el no ser molestado a causa de sus opiniones, el de investigar y recibir informaciones y opiniones, y el de difundirlas, sin limitación de fronteras por cualquier medio de expresión."
El derecho a la comunicación no es exclusivo de labores periodísticas y profesionales. En el marco de los derechos humanos se reclama que pueda ser ejercido por cualquier persona en el ejercicio de su ciudadanía. Entre los principales obstáculos que limitan su ejercicio se encuentran las diferentes brechas digitales que marcan el acceso y los conocimientos del uso de las TIC determinantes en las posibilidades de acceso a los medios de producción y difusión.
La Declaración de Principios sobre Libertad de Expresión de la Comisión Interamericana de Derechos Humanos de la OEA menciona que "toda persona tiene el derecho a buscar, recibir y difundir información y opiniones libremente en los términos que estipula el artículo 13 de la Convención Americana sobre Derechos Humanos. Todas las personas deben contar con igualdad de oportunidades para recibir, buscar e impartir información por cualquier medio de comunicación sin discriminación, por ningún motivo, inclusive los de raza, color, religión, sexo, idioma, opiniones políticas o de cualquier otra índole, origen nacional o social, posición económica, nacimiento o cualquier otra condición social".

### Derechos de comunicación en la Sociedad de la Información
En 2001 Naciones Unidas lanzó la celebración de la Cumbre Mundial de la Sociedad de la Información. El 21 de diciembre de 2001 la resolución de 56/183 de la Asamblea de Naciones Unidas aprobó la celebración en dos fases (2003-2005) de una Cumbre Mundial de la Sociedad de la Información (CMSI)  encargando su celebración a la Unión Internacional de Telecomunicaciones (UIT) la agencia de la ONU encargada de regular las telecomunicaciones. Como respuesta por dejar el desarrollo de la Sociedad de la Información a las empresas tecnológicas, desde la sociedad civil se creó la Campaña por los Derechos de la Comunicación en la Sociedad de la Información (CRIS) lanzada por la Plataforma por los Derechos de la Comunicación, un grupo aglutinando a ONGs internacionales con actividades en medios y comunicación. Durante el desarrollo del proceso de la Cumbre, esta Campaña reivindicó la inclusión de la sociedad civil en el debate en base al derecho a la comunicación.

Nuestra visión de la "Sociedad de la Información" está fundada en el Derecho a la Comunicación, como medio para afianzar los derechos humanos y fortalecer la vida social, económica y cultural de la gente y de las comunidades. 

Para llevar a cabo esto, es crucial que las organizaciones de la sociedad civil se encuentren y ayuden a construir una Sociedad de la Información basada en principios de transparencia, diversidad, participación y justicia social y económica, e inspirada por la equidad entre los géneros y entre las diversas perspectivas culturales y regionales.
CRIS, 2001

## Comunicación y nuevas tecnologías
La comunicación y las tecnologías de la información y la comunicación (TIC) se conjugan de manera cotidiana. El uso de las TIC como herramienta amplía las posibilidades de acceso a medios de comunicación nuevos y tradicionales. Para garantizar el uso democrático de los medios y para generar estrategias que permitan el libre ejercicio del derecho a la comunicación es precisa la existencia de espacios tecnológicos accesibles.
En teoría cualquier persona puede acceder y utilizar los espacios creados por las TIC, sin embargo, en el acceso a la tecnología se replican las diferencias y brechas socioeconómicas y sociales que existen entre diferentes comunidades, países y regiones. El sur global, por ejemplo, enfrenta una brecha de acceso en la que, a pesar de que ha habido avances, aún existen diferencias de acceso y uso. Existen desafíos para superar esta brecha, influyen factores de acceso, de edad y de género, entre otros. A esto es a lo que se le ha denominado brecha digital.
Entre las diferentes brechas digitales destaca la brecha de género. Estudios de conectividad y usabilidad en todo el mundo subrayan que las posibilidades de acceso y uso de las tecnologías de la información y la comunicación son menores para las mujeres.

## Derecho de las mujeres a la comunicación
En septiembre de 1995 se llevó a cabo la cuarta Conferencia Mundial sobre la Mujer convocada por Naciones Unidas en Beijing. En ella se aprobó la Declaración y Plataforma de Acción de Beijing con el objetivo de generar un programa encaminado a crear condiciones necesarias para la potenciación y el avance del papel de la mujer en la sociedad. 
En esta declaración de 1995 por primera vez en la historia de una Conferencia Mundial sobre la Mujer se dedica un capítulo específico a los medios de comunicación y las mujeres titulado Objetivos estratégicos y medios. Se constata el importante papel de la comunicación para avanzar en los derechos de las mujeres pero al mismo tiempo se reconocen las dificultades que tienen las mujeres al acceso a la información y la comunicación. La declaración destaca el importante papel que las "nuevas" Tecnologías de la información y la comunicación (TIC) para ayudar al avance. 

El apartado J del Capítulo III Esferas de especial preocupación, de esta plataforma, se dedica a La mujer y los medios de difusión. El apartado reconoce el papel que los medios de comunicación pueden tener en el avance de los derechos de las mujeres y la lucha por la igualdad, para ello es clave -indica la declaración - erradicar los estereotipos sexistas y misóginos difundidos por los medios de comunicación en todo el mundo.
La declaración constata que ha aumentado el número de mujeres que hacen carrera en el sector de las comunicaciones, pero pocas son las que han llegado a ocupar puestos directivos o que forman parte de juntas directivas y órganos que influyen en la política de los medios de difusión.
Como estrategia para la garantía del derecho de las mujeres a la comunicación, la plataforma de acción de Beijing indica la necesidad de potenciar el papel de la mujer mejorando sus conocimientos teóricos y prácticos y su acceso a las TIC (tecnologías de la información y la comunicación). 

La mayoría de las mujeres, sobre todo en los países en desarrollo, carecen de acceso efectivo a las infopistas electrónicas, que están en vías de expansión y, por lo tanto, no pueden crear redes que les ofrezcan nuevas fuentes de información. Así pues, es necesario que las mujeres intervengan en la adopción de las decisiones que afectan al desarrollo de las nuevas tecnologías, a fin de participar plenamente en su expansión y en el control de su influencia.
Declaración de Beijing. Punto J. 237

La plataforma propone medidas a adoptar por los gobiernos, por los sistemas de difusión nacionales e internacionales, así como medidas a adoptar por la sociedad civil para impulsar el avance en este terreno.

### Vulnerabilidad en el ámbito digital
Existe una brecha digital de género que perjudica a las mujeres en el ejercicio de sus derechos de ciudadanía. Como en otros segmentos, —político, social, económico, cultural—la inequidad responde a razones específicas. Estas formas de violencia no permiten que las mujeres puedan efectuar el libre ejercicio de este derecho.

### Vulnerabilidad en el ámbito de los medios
En la mayor parte de los medios masivos de comunicación las mujeres suelen cargar con el peso de la belleza hegemónica por la imposición de los medios. También son sexualizadas en sus ámbitos cotidianos por lo que probablemente no puedan alcanzar papeles protagónicos o puestos superiores a sus colegas varones.
“más de 100 países, reveló que el 46 por ciento de las noticias, tanto en medios impresos como en la televisión, promueven los estereotipos de género. Solamente el 6 por ciento hace hincapié en la igualdad de género.” [...] “según otro estudio mundial que abarca 522 organizaciones de medios de noticias, los hombres todavía ocupan el 73 por ciento de los altos cargos directivos en el sector de los medios de comunicación.” 
Las medidas que se toman para remarcar el papel de las mujeres dentro de los procesos democráticos son, seguir fomentando su capacitación, agregar normas para eliminar la discriminación, y también resaltar su participación dentro de sus trabajos

#### Difundir sin autorización de la víctima, información sensible
Esta forma de violencia hacia la mujer comprende tanto la divulgación de fotografías o videos privados de la víctima semidesnuda, desnuda o realizando un acto sexual de cualquier tipo; como la publicación de su información personal—dirección, teléfono, correo electrónico—.
En primer lugar se encuentra el ataque por parte de exparejas de la víctima. Esto se conoce como porno vengativo. De esta manera, se cuestiona el comportamiento sexual de la mujer, afectando su vida familiar y laboral. También puede ser efectuado por desconocidos, aunque esto es menos común.

#### Amenazas a la víctima
Este modo de violencia consiste en mandar mensajes intimidantes a la víctima mediante las nuevas Tecnologías de la Información y Comunicación (TIC). La intimidación comprende amenazas de violación o muerte. Es realizada tanto por parte de conocidos —exparejas principalmente— como por desconocidos, esta última en relación con su actividad laboral.

#### Difamación de la víctima
Es un típico ejemplo de difamación, sólo que éste se realiza por medio de las nuevas TIC. Puede realizarse tanto por conocidos como por desconocidos, este último caso relacionado con la profesión u oficio de la víctima. La difamación hacia la mujer incluye comentarios sobre su orientación sexual, su aspecto físico y el incumplimiento de los roles de género estereotipados.

#### Acechar a la víctima
Este se refiere al monitoreo constante de la víctima. Se refiere principalmente a acceso que posee el agresor con o sin consentimiento a sus cuentas personales, controlando con quien establecen comunicación. El agresor puede utilizar incluso el dispositivo GPS para conocer el paradero de la víctima. 

#### Acosar a la víctima
Está relacionado con el ciberacoso. El agresor dirige mensajes insistentes, a pesar de la negativa de la víctima. También envía fotos de sí mismo desnudo o solicita a la víctima fotografías de ella desnuda.
También concierne a los mensajes sexistas y misóginos que reciben las mujeres dentro de las plataformas digitales y las redes sociales.